# Brittney Reeseová
Brittney Reeseová (* 9. září 1986, Gulfport, Mississippi) je americká atletka, jejíž hlavní disciplínou je skok daleký, čtyřnásobná mistryně světa v této disciplíně.

## Kariéra
Na Mistrovství světa v atletice 2007 v japonské Ósace se umístila na osmém místě (660 cm). V roce 2008 reprezentovala na letních olympijských hrách v Pekingu, kde se stala vítězkou kvalifikace (687 cm). Ve finále měřil její nejdelší pokus 676 cm, což stačilo na konečné 5. místo.
V roce 2009 se stala v Berlíně mistryní světa, když ve finále jako jediná překonala sedmimetrovou hranici a výkonem 710 cm si vytvořila nový osobní rekord. Stříbro vybojovala Ruska Taťána Lebeděvová, která skočila 697 cm. V témže roce zvítězila na posledním světovém atletickém finále v Soluni (708 cm).
Na halovém MS 2010 v katarském Dauhá získala zlatou medaili za výkon 670 cm. Stříbro brala Naide Gomesová z Portugalska, která skočila o tři centimetry méně.
Na Mistrovství světa v atletice 2011 v jihokorejském Tegu zvítězila s výkonem 682 cm a obhájila prvenství z Berlína. Stříbrná Ruska Olga Kučerenková za ní zaostala o 5 cm a bronzová reprezentantka Lotyšska Ineta Radevičová o 6 cm. Sbírku zlatých medailí dovršila v roce 2012 na Letních olympijských hrách v Londýně, kde skočila ve druhé sérii do vzdálenosti 712 cm a stala se olympijskou vítězkou. Přes sedm metrů se dostala také Ruska Jelena Sokolovová a výkonem 707 cm vybojovala stříbro.
Titul mistryně světa ve skoku do dálky vybojovala také v letech 2013 a 2017. Na olympiádě v roce 2016 skončila v dálkařském finále druhá.

## Osobní rekordy
- hala – 723 cm – 2012
- venku – 731 cm – 2016